# Капела Преподобномученице Параскеве у Катуну
Капела Преподобномученице Параскеве у Катуну, насељеном месту на територији општине Алексинац, припада Епархији нишкој Српске православне цркве.
Капела посвећена Светој Петки подигнута је 2011. године, трудом пароха Дејана Милошевића.